# Colomiers
Colomiers – miejscowość i gmina we Francji, w regionie Oksytania, w departamencie Górna Garonna.
Według danych na rok 1990 gminę zamieszkiwało 26 979 osób, a gęstość zaludnienia wynosiła 1295 osób/km² (wśród 3020 gmin regionu Midi-Pireneje Colomiers plasuje się na 6. miejscu pod względem liczby ludności, natomiast pod względem powierzchni na miejscu 535.). W 1971 roku, jako pierwsze miasto w Europie, wprowadziło bezpłatną komunikację miejską.